# 독일, 그들의 여름이야기
독일, 그들의 여름이야기(Deutschland, Ein Sommermärchen)는 죈케 보어트만이 감독, 각본을 맡은 다큐멘터리 영화이다. 이 영화는 사르데냐 전지훈련부터 포르투갈과의 3위 결정전까지 독일 축구 국가대표팀의 2006년 FIFA 월드컵 기간동안의 행보를 기록하고 있다. 영화 제목은 하인리히 하이네의 시 "독일, 그들의 겨울이야기" (Deutschland, Ein Wintermärchen)에서 따온 것이다. 독일을 우울하게 묘사한 하이네의 시와 대조되게, 여기에서의 독일은 2006년 FIFA 월드컵 기간을 낙관적이고 희망적으로 묘사하였다.
영화는 2006년 10월 3일, 독일 통일의 날에 개봉하였다. 2006년 11월 말을 기준으로 약 400만명이 독일 극장에서 이 영화를 관람하였고, 독일 다큐멘터리 역사상 가장 상업적으로 흥행한 영화가 되었다. 이 영화는 독일 국영 방송 ARD에서 2006년 12월 6일에 방영되었고, 이때 1000만명이 시청하였다. 이 영화의 DVD는 2007년 2월 8일에 출시하였다. 영화 수익은 SOS 어린이 마을에 일부 기부되었다.